# チャールズ・W・モリス
チャールズ・W・モリス（Charles W. Morris、1901年5月23日 - 1979年1月15日）は、アメリカ合衆国の哲学者・記号論研究者。

## 経歴
1901年、コロラド州デンバーに生まれた。ノースウェスタン大学で工学を学んで後、シカゴ大学の著名なプラグマティストにて社会心理学の創始者でありジョージ・ハーバート・ミードのもとで哲学を研究。同大学大学院で哲学のPh.D.を取得した。
1925年よりライス大学、1931年よりシカゴ大学で教鞭を執った後、1958年よりフロリダ大学で教えた。アメリカ哲学会西部支部の支部長を務め、アメリカ芸術科学アカデミー会員でもあった。
1979年、フロリダ州アラチュア郡ゲインズビルで亡くなった。

## 研究内容・業績
1930年代には合衆国に亡命してきた数多くのドイツおよびオーストリアの哲学者たちの支援にあたった。特にルドルフ・カルナップとは1936年から1952年までシカゴ大学で同僚だった。このようにモリスはウィーン学団に集う論理実証主義者たちと近しく、彼らから想を得て独自の形態のプラグマティズムを展開した。また「科学の統一」運動にもかかわり、『統一科学国際百科全書』の編集委員を務めた。さらに詩作もおこない、新たなかたちの信仰を模索した。
記号論
モリスは記号論を統語論、意味論、語用論の3つに分解し、記号には記号媒体(sign vehicle)、指示対象(designatum)、解釈項(interpreter)の3側面があるとした。このような3分法は著書『記号理論の基礎』(Foundations of the Theory of Signs)ではじめて示されたものだが、チャールズ・パースの議論に多くを負っていると考えられる。ただしパース研究者の中には、モリスが行動主義に立っていたことを理由に、彼のパース読解が表面的だと批判する者もいる。パースが知覚という普遍的範疇を基礎にして「すべての思考は記号である」という前提のもとで記号論哲学を構想したのに対して、モリスは生物学的基礎のもとで行動科学という枠組に拠りつつ記号の科学を展開しようとしたからである。モリスの弟子としては記号論者のトマス・シビオックなどがいる。

## 著書
記号論関係
- Foundations of the Theory of Signs (1938)

『記号理論の基礎』内田種臣・小林昭世訳、勁草書房 1988
- Signs, Language, and Behavior (1946)
- Signification and Significance (1964)
- Writings on the General Theory of Signs (1971)

その他哲学関係
- Mind, Self, and Society (1934) - ジョージ・ハーバート・ミードの講演録。モリスが編集している
- Paths of Life: Preface to a World Religion (1942)
- The Open Self (1948)
- Varieties of Human Value (1956)
- The Pragmatic Movement in American Philosophy (1970)
- Six Theories of Mind
- Logical Positivism, Pragmatism, and Scientific Empiricism.